# Корона Пахлави
Короната Пахлави е използвана от шаховете от династия Пахлави на Иран (Персия), част от иранските владетелски регалии.

## История
След възкачването на династията Пахлави през 1925 г., Реза Шах поръчва на група ирански бижутери, под надзора на Хадж Сераджедин Джавахери, да създадат нова корона, която да замени Киани короната, която е използвана от династията Каджар. Вдъхновението за новия дизайн е от картини и исторически препратки към корони, използвани по време на Сасанидската империя, която владее Персия от 224 г. до 651 г.
Короната е изработена и използвана за първи път за коронацията на Реза Шах на 25 април 1926 г. Тя е използвана за последно по време на коронацията на неговия син и наследник Мохамед Реза Пахлави на 26 октомври 1967 г. Короната понастоящем е част от колекцията „Национални съкровища на Иран“, изложена в централната банка на Иран в Техеран.

## Състав
Рамката на короната е направена от злато, сребро и червено кадифе. Височината ѝ е 29.8 cm, ширина от 19.8 cm и тежи почти 2080 гр. В нея има 3380 диаманта с общо тегло 1144 карата. Най-големият от тях е 60-каратов жълт диамант, който е централно поставен и обграден от бели диаманти във форма на слънце.
Короната също съдържа пет големи изумруда с общо тегло 200 карата, а най-големият от тях е приблизително 100 карата и се намира на върха на короната.